# Jince
Jince là một chợ huyện thuộc huyện Příbram, vùng Středočeský, Cộng hòa Séc.